# Правило 180 градусів

Камера може рухатися в зеленій зоні — тоді жовтий персонаж буде зліва, а синій праворуч. Якщо камера піде в червону зону, вони поміняються місцями.

Правило 180 градусів (на професійному жаргоні — вісімка) — одне з правил в кінематографі і на телебаченні, свідчить, що при монтажі сцен, в яких два персонажі спілкуються один з одним, на монтажних кадрах камера під час зйомки не повинна перетинати уявну лінію взаємодії цих осіб. Іншими словами, точка зйомки і розмір плану можуть змінюватися, але напрям погляду акторів протягом усієї сцени повинний зберігатися. На сусідніх планах погляди акторів мають бути спрямовані назустріч один одному й ті ж сторони, що і на загальних планах.
Правило 180 градусів застосовується і в інших типах сцен:
- Персонаж, що йде або біжить перед камерою, в сусідніх монтажних кадрах повинен рухатися в один бік, інакше у глядача складеться враження, що людина йде назустріч сама собі. Аналогічно, якщо за сюжетом різні герої зближуються, то на кадрах, що склеюються вони повинні рухатися в протилежні сторони.
- Якщо автомобіль виїхав з кадру вправо, в черговий кадр він повинен в'їхати з лівої сторони[2]. Щоб розірвати цей ланцюжок, доводиться вставляти план руху прямо на глядача або від нього.
- У батальних сценах одна з сторін, що воює завжди зліва, а інша справа, і т. д.

Порушення цього правила дезорієнтує глядача — йому здається, що взаємодія відбувається з третьою особою. Тому порушують правило 180° вкрай рідко — в основному заради якого-небудь спеціального ефекту. Так, правило багаторазово порушено у фільмі Стенлі Кубрика «Сяйво», в результаті чого створюється містична атмосфера.
Цікаво зробили в другій частині «Володаря перснів» з Голумом: цей персонаж розмовляв сам з собою, при цьому «хороший» Голлум дивився ліворуч, а «поганий» — праворуч.